# Sinton
Pour les articles homonymes, voir Sinton (homonymie).
La ville américaine de Sinton est le siège du comté de San Patricio, dans l’État du Texas. Sa population s’élevait à 5 665 habitants lors du recensement de 2010.

## Histoire
La localité a été nommée en l’honneur de David Sinton.

## Source
- (en) Cet article est partiellement ou en totalité issu de l’article de Wikipédia en anglais intitulé « Sinton, Texas » (voir la liste des auteurs).